# جوشوا فيلد
جوشوا فيلد (بالإنجليزية: Joshua Field)‏ هو رسام أمريكي، ولد في 27 أكتوبر 1973 في نورث آدمز في الولايات المتحدة.